# 岐阜市立芥見東小学校
岐阜市立芥見東小学校（ぎふしりつ あくたみひがししょうがっこう）は、岐阜県岐阜市大洞桜台1丁目にある公立小学校。
岐阜市立藍川東中学校と小中一貫校（岐阜市型小中一貫校）である。小中一貫校の愛称は「藍東学園」。

## 沿革
- 1974年（昭和49年）
  - 4月 - 岐阜市立芥見小学校から分離し、同小南舎階下5教室と階上12教室と北舎6教室を使用して開校
  - 7月 - 新校舎に移転
  - 9月2日 - 開校式
- 1980年（昭和55年）4月 - 芥見南小学校を分離
- 2000年（平成12年）3月 - 芥見南小学校を統合
- 2021年（令和3年）4月 - 岐阜市立藍川東中学校と小中一貫校（岐阜市型小中一貫校）となる。
- 2022年（令和4年）4月 - 小中一貫校の愛称が「藍東学園」となる。

## 通学区域
- 大洞柏台1-7丁目、大洞桐が丘1-4丁目、大洞桜台1-8丁目、大洞紅葉が丘1-6丁目、北山1-3丁目、芥見東山、大洞1-4丁目、大洞西、大洞緑山1・2丁目、芥見南山1-3丁目、芥見の一部、コモンヒルズ北山[1]

## 進学先中学校
- 岐阜市立藍川東中学校

## 義務教育学校への再編
- 学区内の児童数の急減もあり、芥見東小学校と藍川東中学校を統合し、新たに義務教育学校に再編する計画である。新たな校名は「岐阜市立藍東学園」となり、校舎は芥見東小学校の校舎を改修。2026年に開校の予定である。

## 交通アクセス
- 岐阜バス

大洞団地線（JR岐阜駅バスターミナルからは大洞緑団地（B74・N34）行）「大洞団地口」バス停より徒歩約10分。